# Saint-Restitut
Saint-Restitut este o comună în departamentul Drôme din sud-estul Franței. În 2009 avea o populație de 1.386 de locuitori.

## Evoluția populației
| An        | 1975 | 1982 | 1990 | 1999  | 2006  | 2009  |
| --------- | ---- | ---- | ---- | ----- | ----- | ----- |
| Populație | 492  | 630  | 947  | 1.243 | 1.347 | 1.386 |